# Мартинов Микола Васильович
Микола Васильович Мартинов (26 квітня 1910, місто Москва, тепер Російська Федерація — 22 листопада 1998, місто Москва) — радянський державний діяч, заступник голови Ради міністрів СРСР, голова Державного комітету СРСР із матеріально-технічного постачання, голова Ради народного господарства Узбецької РСР, секретар ЦК КП Узбекистану. Член Центральної Ревізійної комісії КПРС у 1961—1966 роках. Член ЦК КПРС у 1981—1986 роках. Депутат Верховної Ради СРСР 6—11-го скликань. Герой Соціалістичної Праці (25.04.1980).

## Життєпис
Народився 13 (26) квітня 1910 року в родині робітника.
У 1925—1927 роках — помічник машиніста, в 1927—1929 роках — електромонтер у Москві.
У 1929—1933 роках навчався в Московському вечірньому енергетичному інституті (закінчив 4 курси), одночасно працював електромеханіком, майстром, начальником енергетичного відділу Московського авіаційного заводу.
Член ВКП(б) з 1932 року.
У 1933—1934 роках — курсант Єйської військово-морської льотної школи РСЧА.
У 1934—1939 роках — начальник енергетичного цеху, головний механік, головний інженер, заступник директора збройового заводу Татарської АРСР.
У 1939—1941 роках — директор Тульського збройового заводу.
У 1941—1946 роках — заступник народного комісара боєприпасів СРСР.
У 1946—1947 роках — заступник, у 1947—1953 роках — 1-й заступник міністра сільськогосподарського машинобудування СРСР.
У березні 1953 — квітні 1954 року — член колегії Міністерства машинобудування СРСР.
У квітні 1954 — липні 1955 року — начальник військово-мобілізаційного відділу Міністерства автомобільного, тракторного і сільськогосподарського машинобудування СРСР.
У липні 1955 — травні 1957 року — заступник міністра тракторного і сільськогосподарського машинобудування СРСР.
У 1957—1959 роках — 1-й заступник голови, у 1959—1960 роках — голова Ради народного господарства (раднаргоспу) Ташкентського економічного адміністративного району Узбецької РСР.
У 1960—1962 роках — голова Ради народного господарства (раднаргоспу) Узбецької РСР.
У 1962—1964 роках — секретар ЦК КП Узбекистану — голова Бюро ЦК КП Узбекистану із керівництва промисловістю і будівництвом.
12 жовтня 1964 — 9 жовтня 1965 року — заступник голови Ради народного господарства СРСР — міністр СРСР.
У жовтні 1965 — 25 червня 1976 року — 1-й заступник голови Державного комітету РМ СРСР із матеріально-технічного постачання.
25 червня 1976 — 5 липня 1978 року — голова Державного комітету Ради міністрів СРСР із матеріально-технічного постачання. 5 липня 1978 — 15 листопада 1985 року — голова Державного комітету СРСР із матеріально-технічного постачання.
Одночасно 25 червня 1976 — 15 листопада 1985 року — заступник голови Ради міністрів СРСР.
Указом Президії Верховної Ради СРСР від 25 квітня 1980 року за великі заслуги перед Радянською державою і в зв'язку з сімдесятиріччя з дня народження Мартинову Миколі Васильовичу присвоєно звання Героя Соціалістичної Праці з врученням ордена Леніна і золотої медалі «Серп і Молот».
З листопада 1985 року — персональний пенсіонер союзного значення в Москві.
Помер 22 листопада 1998 року. Похований в Москві на Новодівочому цвинтарі.

## Нагороди і звання
- Герой Соціалістичної Праці (25.04.1980)
- чотири ордени Леніна (20.01.1942, 08.05.1970, 25.04.1980, 25.04.1985)
- орден Жовтневої Революції (7.04.1976)
- орден Кутузова II ст (16.09.1945)
- орден Вітчизняної війни І ст. (18.11.1944)
- чотири ордени Трудового Червоного Прапора (24.11.1942, 05.08.1944, 24.04.1960, 31.12.1966)
- медалі
- Сталінська премія II ст. (1951) — за розробку нових приладів і освоєння їх виробництва